# الدوري البلغاري الممتاز 1961-62
الدوري البلغاري الممتاز 1961-62 (بالبلغارية: „А“ група 1961/62)‏ هو الموسم 38 من الدوري البلغاري الممتاز. أشرف على تنظيمه اتحاد بلغاريا لكرة القدم، وكان عدد الأندية المشاركة فيه 14، وفاز فيه سسكا صوفيا.